# Белабо
Белабо (бенг. বেলাব, англ. Belabo) — город в центральной части Бангладеш, административный центр одноимённого подокруга. Площадь города равна 9,24 км². По данным переписи 2001 года, в городе проживало 15 815 человек, из которых мужчины составляли 52,03 %, женщины — соответственно 47,97 %. Плотность населения равнялась 1711 чел. на 1 км². Уровень грамотности населения составлял 27,7 % (при среднем по Бангладеш показателе 43,1 %). 